# Gspsaurus pakistani
Gspsaurus pakistani  es la única especie conocida del género extinto Gspsaurus de dinosaurio saurópodo titanosauriano, que vivió a finales del período Cretácico, hace aproximadamente 70 millones de años durante el Maastrichtiense, en lo que es hoy subcontinente Indio. Su espécimen tipo es MSM-79-19, un cráneo parcial, que incluye mandíbulas superior e inferior articuladas con dientes, procesos palatinos, cuadrado izquierdo, cuadrado yugal parcial, posiblemente la porción más inferior del escamoso y ramas mandibulares. Su localidad tipo es Alam Kali Kakor, una arcilla fluvial del Maastrichtiense en la Formación Vitakri de Pakistán. El autor a erigido la Gpsauridae que incluye a este y Saraikimasoom vitakri, que pertenece al clado Poripuchia dentro  de Titanosauria.